# Vlodrop
Vlodrop (deutsch Flohdorf, limburgisch Vlórp) ist ein Dorf in der niederländischen Provinz Limburg, 1 km von der deutschen Grenze entfernt. Es ist ein Ortsteil der Gemeinde Roerdalen. Vlodrop wurde im Jahr 943 erstmals in einer Urkunde erwähnt und hat heute 2.370 Einwohner.

## Geschichte
Ein Henrich van Hachelbaich war 1149/1150 verheiratet mit Caecilia van Vlodrop, Herrin zu Schinnen.

## Sehenswürdigkeiten

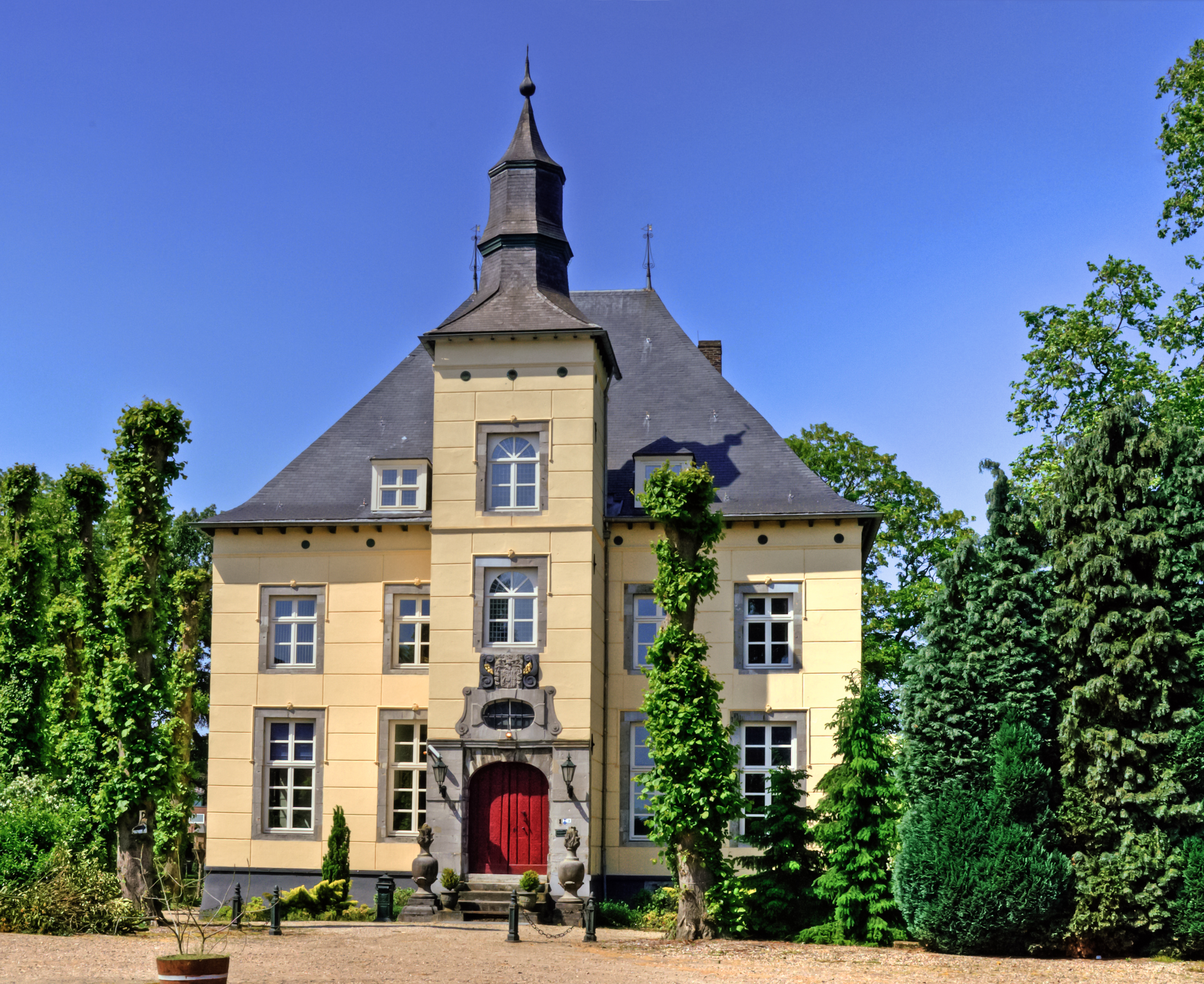
Herrenhaus Het Steenen Huys

- Kolleg St. Ludwig. Bis 1979 diente der 1909 von Franziskanern erbaute Klosterkomplex als Internatsschule und seitdem unter der Bezeichnung Maharishi European Research University (MERU) als Meditationszentrum. 2001 wurde das denkmalgeschützte Gebäude teilweise abgerissen, um Platz für einen Neubau zu schaffen. Dessen Entwurf wurde ab Sommer 2007 mit einer gebäudehohen Abbildung vor der Hauptfront des Gebäudes visualisiert. Maharishi Mahesh Yogi starb im Februar 2008 in Vlodrop.
- Kastell Het Steenen Huys, Baujahr 1664

## Politik

### Sitzverteilung im Gemeinderat
Bis zur Auflösung der Gemeinde ergab sich seit 1982 folgende Sitzverteilung:
| Partei           | Sitze | Sitze |
| Partei           | 1982  | 1986  |
| ---------------- | ----- | ----- |
| CDA              | 2     | 3     |
| Lijst Biermans   | —     | 2     |
| Lijst Mulders    | 2     | 1     |
| Lijst Verbeek    | —     | 1     |
| Lijst Goldsmits  | 2     | —     |
| Lijst Van Schaik | 1     | —     |
| Lijst Frijsinger | 0     | —     |
| Gesamt           | 7     | 7     |